# Koronka Ziemi
Koronka Ziemi – termin służący do określenia, w odróżnieniu od Korony Ziemi, drugich co do wysokości szczytów na każdym kontynencie:
- Afryka – Mount Kenya (5199 m n.p.m.), pierwsze wejście 1899
- Ameryka Południowa – Ojos del Salado (6885 m n.p.m.), po raz pierwszy zdobyty w 1937 przez Polaków: Jana Alfreda Szczepańskiego i Justyna Wojsznisa
- Ameryka Północna – Mount Logan (5959 m n.p.m.), najwyższy szczyt Kanady
- Antarktyda – Mount Tyree (4852 m n.p.m.)
- Australia – Mount Townsend (2209 m n.p.m.). Według Messnera Oceania – Ngga Pulu (4862 m n.p.m.) na Nowej Gwinei
- Azja – K2 – najwyższy szczyt Karakorum, 8611 m n.p.m., po raz pierwszy zdobyty 31 lipca 1954
- Europa – Monte Rosa to w zasadzie masyw alpejski, w którym znajduje się kilka szczytów powyżej 4000 m n.p.m., z których najwyższym jest Dufourspitze (4634 m n.p.m.), po raz pierwszy zdobyty 1 sierpnia 1855; według Bassa i Messnera Dychtau, 5205 m n.p.m. - druga góra Kaukazu, po raz pierwszy zdobyta przez Alberta Fredericka Mummery'ego oraz H. Zarfluha w 1888 roku[1].